# Petr Voříšek
Petr Voříšek (Děčín, República Checa, 19 de marzo de 1979) es un futbolista checo. Juega de defensa y su equipo actual es el Austria Viena de la Bundesliga de Austria.

## Selección nacional
Ha sido internacional con la Selección de fútbol de la República Checa, ha jugado 4 partidos internacionales.

## Clubes
| Club                | País            | Año           | PJ | Goles |
| ------------------- | --------------- | ------------- | -- | ----- |
| FK Teplice          | República Checa | 1997-1999     | 8  | 0     |
| FK Chomutov         | República Checa | 1999-2000     | 9  | 1     |
| FK Teplice          | República Checa | 2000-2003     | 94 | 6     |
| Sparta de Praga     | República Checa | 2004-2005     | 29 | 1     |
| SV Pashing          | Austria         | 2005-2006     | 31 | 3     |
| Rapid Viena         | Austria         | 2006-2007     | 31 | 4     |
| FK Mladá Boleslav   | República Checa | 2007          | 14 | 0     |
| Sparta de Praga     | República Checa | 2008-2009     | 29 | 1     |
| SC Rheindorf Altach | Austria         | 2009          | 14 | 5     |
| Austria Viena       | Austria         | 2009-presente | ?  | ?     |